# Lenđerovina
Lenđerovina är ett samhälle i Bosnien och Hercegovina.   Det ligger i entiteten Federationen Bosnien och Hercegovina, i den centrala delen av landet, 80 km väster om huvudstaden Sarajevo. Lenđerovina ligger 737 meter över havet och antalet invånare är 102.
Terrängen runt Lenđerovina är kuperad. Närmaste större samhälle är Bugojno, 6,5 km söder om Lenđerovina. 
Omgivningarna runt Lenđerovina är en mosaik av jordbruksmark och naturlig växtlighet. Runt Lenđerovina är det ganska tätbefolkat, med 93 invånare per kvadratkilometer.